# UNL-35
La UNL-35, acrònim d'Unió Naval de Llevant 35, va ser una autometralladora d'origen valencià. Dissenyades a partir del model soviètic BA-20, i sota la direcció de l'enginyer Polkovnik Nikolai Alimov, les UNL-35 es van fabricar amb el xassís de camions GAZ-M1 entre el 1937 i el 1939.
Tot i que la xifra exacta de producció és desconeguda, s'estima que se'n van fabricar entre 120 i 200 unitats, sent el vehicle blindat de combat més fabricat durant la Guerra Civil espanyola. En mans de l'Exèrcit Popular de la República espanyola van combatre tant al front de l'est com al del centre. Després de la desfeta de l'ofensiva de Catalunya alguns models serien entregats als francesos. A la Segona Guerra Mundial servirien contra els alemanys i, amb la caiguda de l'exèrcit francès possiblement alguns models van passar a mans de l'Alemanya nazi, que les faria servir al front oriental juntament amb les autometralladores catalanes AAC-1937.

## Antecedents
Després de la Primera Guerra Mundial, Espanya va adquirir una dotzena de tancs Renault FT i sis Schneider CA1 a França. El 1921 aquests tancs es van enviar al Marroc on rebrien el bateig de foc el 17 de març de 1922 amb mals resultats: avançant-se a la infanteria van quedar aïllats, alguns amb les metralladores encasquetades i van patir baixes. Després d'aquest mal començament donarien suport puntual durant la Guerra del Rif, destacant-ne l'ús al desembarcament d'Alhucemas, victòria decisiva que permetria que poc després els blindats retornessin a Espanya.
La campanya marroquina va demostrar la importància de la nova arma i va fomentar l'adquisició de més tancs, uns quants Fiat 3000A a Itàlia l'any 1924, i la fabricació d'un tanc propi: el Trubia, del qual se'n van fer quatre prototips a la Fábrica Nacional de Trubia l'any 1925. L'intent de cop d'estat de l'any 1926, va fer que els tancs, associats als oficials d'artilleria revoltats perdessin el favor de l'administració i es cancel·lessin els projectes de fabricació pròpia.
Els tancs que restaven operatius abans de l'esclat de la Guerra Civil espanyola estaven agrupats en dues unitats: el Regimiento Ligero de Carros de Combate (LCC) número 1, estacionat vora Madrid, i el Regimiento LCC número 2, vora Saragossa.

## Disseny
Quan va esclatar la contesa el País Valencià es va mantenir fidel a la Segona República Espanyola, assegurant així el manteniment de dues de les principals indústries siderúrgiques d'Espanya: la Unió Naval de Llevant i els Alts Forns de Sagunt. Durant els primers moments aquesta poderosa indústria va restar sota el control del Comitè Executiu Popular. Durant aquest període es va inciar la fabricació dels blindats UNL-1 i UNL-2, d'escàs valor en combat.
A finals de l'any 1936, València va esdevenir la capital estatal, davant el risc de que la batalla de Madrid es girés a favor de les forces revoltades. Amb l'arribada del govern es va nacionalitzar aquest teixit industrial i la supervisió de la fabricació de blindats, material pesant, municions... va passar a les mans del govern estatal. Aquesta situació, juntament amb el fet que van deixar d'arribar tancs soviètics a principis de 1938, va potenciar la fabricació d'un blindat local estàndard. A part dels camions recoberts amb xapa metàl·lica, la Unió Naval de Llevant, posteriorment anomenada Fàbrica nº22, va iniciar el disseny d'un blindat propi que aviat començaria a fabricar-se sota la supervisió de la Subsecretaria d'Armament i de l'enginyer Nikolai Alimov.
A causa dels bombardejos feixistes sobre la capital del Túria, les instal·lacions de la Unió Naval de Llevant (aleshores ja anomenada Fàbrica nº22) es van traslladar als pobles alacantins d'Elda i Petrer, on va continuar la producció fins al mes de març de 1939. En total es van fabricar entre 120 i 200 vehicles durant tot l'enfrontament a un ritme d'aproximadament 5 blindats al mes.

## Característiques

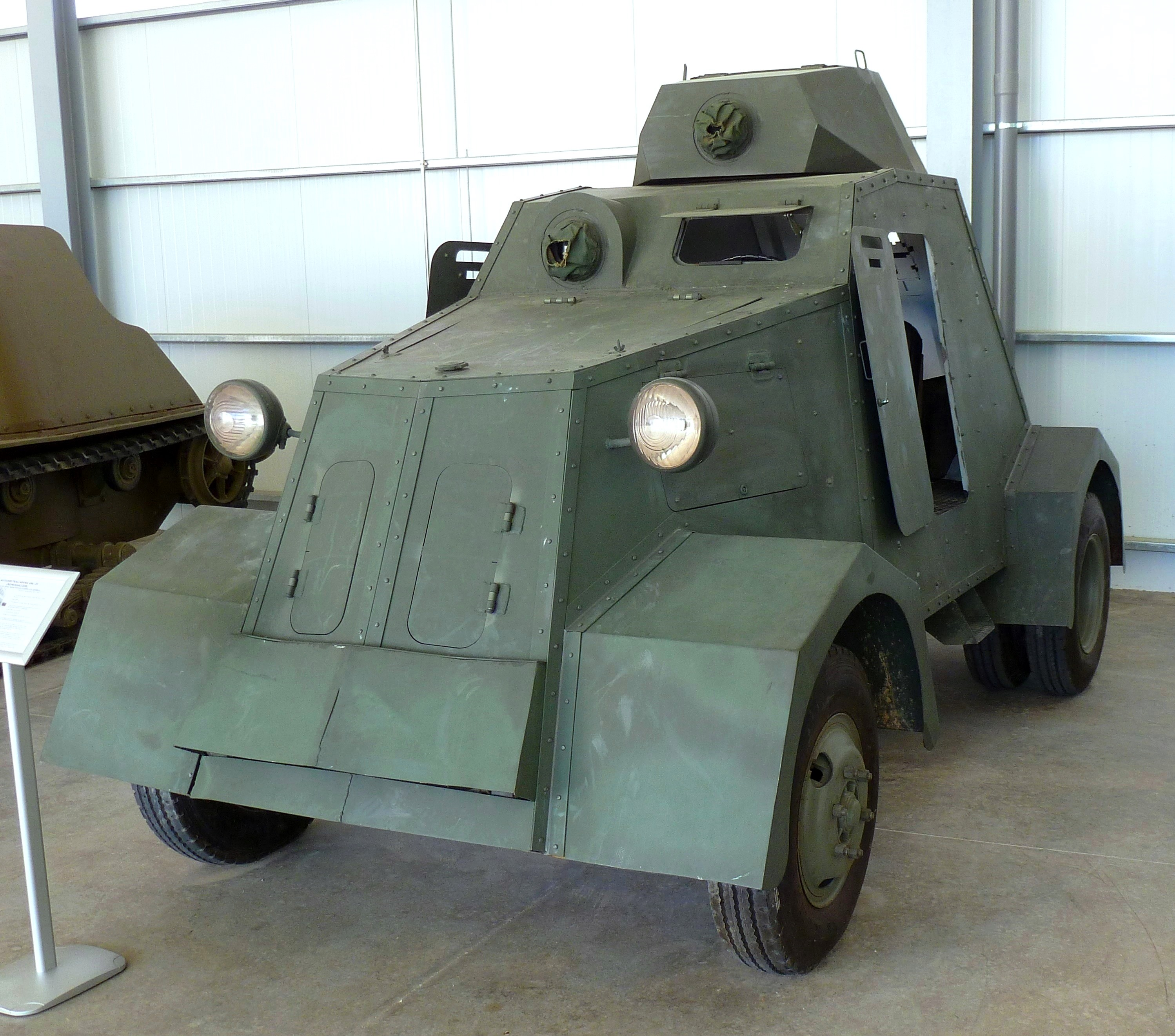
Vista frontal d'una reproducció d'una UNL-35 al MUMAC.

El disseny general tenia una forta influència soviètica, ja que la fàbrica estava dirigida per un assessor rus, Polkovnik Nikolai Alimov, juntament amb els enginyers i tècnics d'Unió Naval de Llevant i de la Subsecretaria d'Armament espanyola.
Com a xassís s'emprava, sobretot, el camió ZiS-5 però també se'n van fer servir molts d'altres: GAZ AA, Ford Mod. 79, Ford Mod. 817T o Chevrolet 1938... Aquest xassís es blindava amb xapa produïda als Alts Forns del Mediterrani a Sagunt, on també hi havia un altre enginyer soviètic, A. Vorobyov, que en supervisava l'elaboració. L'aplicació d'aquest blindatge seguia les línies generals del model soviètic BA-20 i tenia un gruix d'entre 8 i 10 mm i s'unien mitjançant reblons. A sota del vehicle hi havia una base de fusta.
Hi havia dues grans portes d'accés, una a cada banda de la cabina, perquè pogués entrar la tripulació. Al compartiment de motor també hi havia dues portelles, també blindades, que es podien obrir per ventilar el motor de gasolina ZiS-16, de 6 cilindres, i 73 CV a 2.300 rpm. Els pneumàtics es van reemplaçar per pneumàtics sòlids, sense aire. Finalment s'hi equipaven dues metralladores: la primera anava muntada a un mantellet esfèric al xassís que feia servir el copilot mentre que la segona anava a la torreta i la servia l'artiller. Com que les metralladores es podien desmuntar fàcilment sovint es treien o es canviaven.
Hi ha lleugeres diferències entre els diferents models de UNL-35, depenent de quin camió es fes servir com a xassís. La principal diferència és la que es donava en el model que feia servir el xassís d'un camió britànic i que intercanviava la posició del pilot amb la del copilot. Altres diferències inclouen la presència de fars frontals, parafangs, la forma de les portes...
L'armament també era molt variable i es podien fer servir metralladores DP-28, MG08, MG34, Hotchkiss Mle 1914 i Maxim M1910.

## En combat
Les UNL-35 es van fer servir a tots els fronts de la Guerra Civil Espanyola, excepte al nord. El bateig de foc de les UNL-35 seria durant els Fets de maig del 1937, on les autometralladores donarien suport a la Guàrdia d'Assalt a aixafar la revolta d'anarquistes i milicians del Partit Obrer d'Unificació Marxista.
Molts d'aquests blindats serien capturats pels sublevats, que els enquadrarien a l'Agrupació de Carros de Combat de l'Exèrcit del Sud i els farien servir contra els seus antics propietaris amb bons resultats. Durant la postguerra serien integrats a l'exèrcit de l'Espanya franquista fins al 1957.
Després de la desfeta republicana durant l'Ofensiva de Catalunya moltes UNL-35 van passar a mans d'unitats de cavalleria franceses a la frontera, juntament amb els models catalans AAC-1937. Segons "Tout les blindés de l'armée française 1914-1940", almenys 22 autometralladores UNL-25 van ser requisades durant la retirada.
Amb l'esclat de la Segona Guerra Mundial els francesos mourien les unitats de cavalleria cap al nord. Aquestes unitats serien encerclades durant la batalla de França i el material seria abandonat durant l'Operació Dinamo, passant a mans alemanyes. Mentre que dels models catalans AAC-1937 es té constància que van combatre a la batalla de Moscou, en el cas de les UNL-35 no és segur, tot i que probablement també hi van participar.